# Javier Macipe
Javier Macipe Costa (Zaragoza, 4 de agosto de 1987) es un director, guionista y productor de cine español,reconocido con el Premio Goya a Mejor Dirección Novel 2025 por La estrella azul, su primer largometraje. 

## Biografía
Criado en el barrio de Casablanca de Zaragoza, mantiene un vínculo con Ariño, en la comarca de Andorra-Sierra de Arcos de Teruel.
Estudió Comunicación Audiovisual en la Universidad Complutense de Madrid y posteriormente en la Escuela Internacional de Cine y Televisión de San Antonio de los Baños (Cuba). Desde sus primeras producciones, ha desarrollado un estilo que combina ficción y elementos documentales.

## Carrera
Macipe ha centrado gran parte de su trayectoria en el cortometraje. En 2014 dirigió Os Meninos do Rio, seleccionado en más de 200 festivales y nominado a Mejor Cortometraje en los Premios Goya 2015. También ha destacado con obras como Gastos incluidos (2019), que le valió otra nominación a los Goya.
En 2021, la revista Variety lo incluyó en su lista de los diez talentos españoles a seguir. En el ámbito de la producción, es cofundador de la productora El Pez Amarillo junto a Amelia Hernández.
En 2023 debutó en el largometraje con La estrella azul, una coproducción hispano-argentina presentada en la Sección Oficial del Festival Internacional de Cine de San Sebastián. La película, inspirada en la figura del músico Mauricio Aznar, explora la búsqueda de la creatividad y la autenticidad artística. Narra la transformación de Aznar, quien, tras liderar la banda zaragozana Más Birras en los años 90, emprendió un viaje introspectivo a Argentina en busca de la esencia de su arte.Macipe, también músico, viajó al país sudamericano para documentarse y plasmar su experiencia personal con el folclore local. La estrella azul fue nominada a ocho Premios Goya, ganando dos de ellos: Pepe Lorente recibió el premio a Mejor Actor Revelación y el propio Javier Macipe el de Mejor Dirección Novel.

## Filmografía

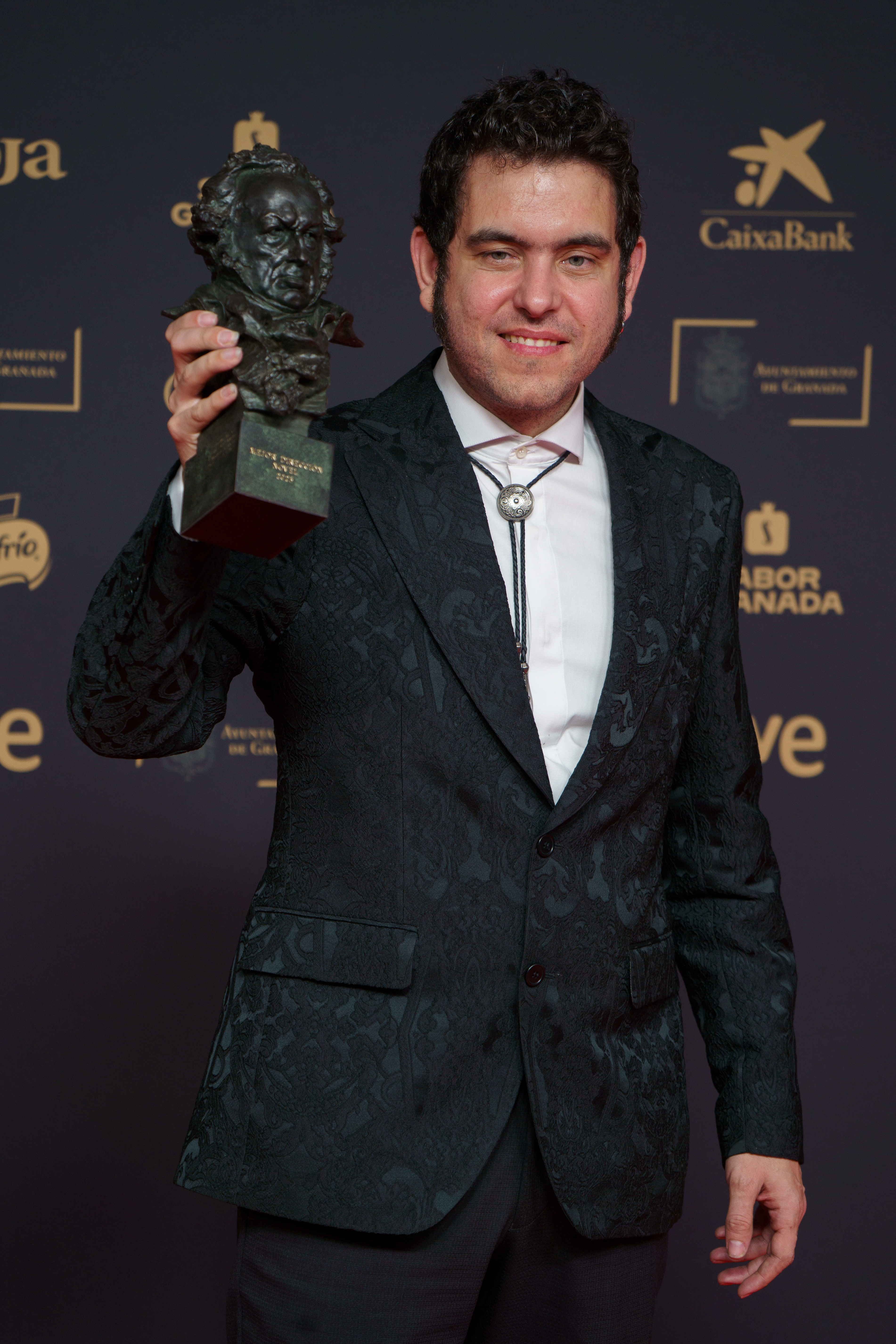
Javier Macipe después de ganar el Premio Goya a la Mejor Dirección Novel 2025

### Largometrajes
- Los inconvenientes de no ser Dios (2014)
- La estrella azul (2023)

### Cortometrajes
- Cuídala bien (2007)
- Efímera (2010)
- Os Meninos do Rio (2014)[9]
- Un minutito (2016)[10]
- Otra oportunidad (2018)[11]
- Gastos incluidos (2019)[12]

## Premios y reconocimientos
Premios Goya
| Año  | Categoría                     | Película          | Resultado |
| ---- | ----------------------------- | ----------------- | --------- |
| 2015 | Mejor cortometraje de ficción | Os Meninos do Rio | Nominado  |
| 2020 | Mejor cortometraje de ficción | Gastos incluidos  | Nominado  |
| 2024 | Mejor guion original          | La estrella azul  | Nominado  |
| 2024 | Mejor director novel          | La estrella azul  | Ganador   |

Medallas del Círculo de Escritores Cinematográficos
| Año  | Categoría            | Película         | Resultado |
| ---- | -------------------- | ---------------- | --------- |
| 2024 | Mejor guion original | La estrella azul | Nominado  |
| 2024 | Mejor director novel | La estrella azul | Ganador   |
| 2024 | Mejor montaje        | La estrella azul | Nominado  |

Premios Simón
| Año  | Categoría          | Película                          | Resultado |
| ---- | ------------------ | --------------------------------- | --------- |
| 2014 | Mejor guion        | Los inconvenientes de no ser dios | Nominado  |
| 2014 | Mejor guion        | Os Meninos do Rio                 | Nominado  |
| 2014 | Mejor cortometraje | Os Meninos do Rio                 | Ganador   |
| 2016 | Mejor guion        | Un minutito                       | Nominado  |
| 2019 | Mejor cortometraje | Gastos incluidos                  | Ganador   |
| 2019 | Mejor dirección    | Gastos incluidos                  | Nominado  |
| 2019 | Mejor guion        | Gastos incluidos                  | Ganador   |
| 2019 | Mejor montaje      | Gastos incluidos                  | Nominado  |
| 2020 | Mejor dirección    | Reset                             | Nominado  |
| 2020 | Mejor guion        | Reset                             | Nominado  |
| 2024 | Mejor dirección    | La estrella azul                  | Ganador   |
| 2024 | Mejor guion        | La estrella azul                  | Ganador   |
| 2024 | Mejor montaje      | La estrella azul                  | Ganador   |

- Premio Alma 2025 al mejor guion de largometraje dramático, por La estrella azul.  Galardón concedido por el Sindicato de Guionistas de España ALMA. [23]

### Festivales
Festival de Cine Iberoamericano de Huelva
| Año  | Categoría                               | Película          | Resultado |
| ---- | --------------------------------------- | ----------------- | --------- |
| 2014 | Carabela de Plata al mejor cortometraje | Os Meninos do Rio | Ganador   |
| 2014 | Premio de Rociana al mejor cortometraje | Os Meninos do Rio | Ganador   |

Festival de Cine Solidario de Guadalajara
| Año  | Categoría                  | Película         | Resultado |
| ---- | -------------------------- | ---------------- | --------- |
| 2019 | Premio Picazo de la Prensa | Gastos incluidos | Ganador   |